# Georges Alexandrovitch
Georges Alexandrovitch – francuski kierowca wyścigowy.

## Kariera
W wyścigach samochodowych Alexandrovitch poświęcił się głównie startom zaliczanym do klasyfikacji Mistrzostw Świata Samochodów Sportowych. W 1961 roku Francuz odniósł zwycięstwo w klasie GT 2.0, a w klasyfikacji generalnej był siedemnasty.